# 林恩强
林恩强，是一位新加坡华人企业家。

## 生平
1943年出生在福建莆田市埭头镇石城村，12岁时迁居新加坡。新加坡燃油大王林恩强是新加坡兴隆贸易（私营）有限公司、海洋油轮（私营）有限公司主席。2007年，兴隆集团的营业额约300亿元人民币，旗下拥有一支70多条船的船队，运力最高峰可达290万吨，是新加坡本土最大的私营船主和私人石油贸易商。